# Very Bad Trip 3
Pour les articles homonymes, voir Hangover et Bad trip (homonymie).
Série Very Bad Trip
Very Bad Trip 2
(2011)
Pour plus de détails, voir Fiche technique et Distribution.
Very Bad Trip 3 (The Hangover Part III), ou Lendemain de veille 3 au Québec et au Nouveau-Brunswick, est un film américain réalisé par Todd Phillips et sorti en 2013.
C'est le dernier volet de la série Very Bad Trip.

## Synopsis
En Thaïlande, une émeute a lieu dans la prison où est incarcéré Leslie Chow (Ken Jeong). Il en profite pour s'évader.
Sur l'autoroute, Alan Garner (Zach Galifianakis) rentre chez ses parents. Dans une remorque attelée à la voiture, il y a une girafe qu'il a achetée. En passant sous un pont, l'animal est décapité ce qui provoque un carambolage. C'est la goutte d'eau fait déborder le vase : Sid, son père, se met en colère, lui dit qu'il en a assez de ses excentricités et le menace de lui couper les vivres s'il ne reprend pas son traitement. Quelques secondes après, Sid a un infarctus et meurt.
Après l'enterrement de Sid, Phil Wenneck (Bradley Cooper), Doug Billings (Justin Bartha) et Stuart « Stu » Price (Ed Helms) décident, à la demande de sa mère désemparée Linda (Sondra Currie), d'emmener Alan dans un centre spécialisé pour soigner ses problèmes mentaux. Sur la route, à bord de la voiture de Phil, ils sont attaqués et capturés par Doug (Mike Epps), qui travaille toujours pour Marshall (John Goodman), homme d'affaires et escroc millionnaire.
Marshall se plaint de Chow, qui lui a volé 21 millions de dollars en lingots d'or, sur les 42 qu'il avait lui-même volé auparavant. Il exige de Stu, Phil et Alan de retrouver Chow, et garde Doug en otage comme assurance. Le trio part donc à la recherche de Chow. Alan révèle qu'il échange régulièrement des messages postaux et électroniques avec lui. Dans un message, Chow lui a donné rendez-vous à Tijuana. Ils essayent de le droguer, mais Chow détecte rapidement la supercherie et ils lui avouent la vérité. Il décide de rendre l'argent à Marshall.
Il leur explique que les 21 millions sont cachés dans une de ses anciennes maisons, qui ont étés vendue aux enchères pendant sa détention. Ils vont cambrioler la maison pour récupérer les lingots, mais une fois l'argent localisé et mis en sac, Chow enferme le trio dans la cave, active l'alarme, met les sacs contenant les lingots dans le coffre et part avec la voiture de Phil. Au commissariat, le trio est rapidement relâché, les charges ont été abandonnées. Ils sont ramenés à bord d'une limousine à la maison, où Marshall les attend. Il leur apprend qu'il est le réel propriétaire de la maison. Chow les a dupé. Il a récupéré les 21 millions de dollars qu'il n'avait pas. Il dispose désormais des 42 millions de dollars volés par Marshall. Ce dernier donne une dernière chance au trio. Il leur prête sa limousine.
Phil s'aperçoit qu'il a laissé son téléphone portable dans sa voiture. Alan géolocalise le téléphone de Phil et détermine qu'il est à Las Vegas. Une fois sur place, ils s'arrêtent dans une station-service, où travaille Cassandra « Cassie » (Melissa McCarthy), et c'est le coup de foudre entre elle et Alan. Elle a par ailleurs vu passer Chow et lui a donné la carte d'une agence de call-girls ; pour avoir des informations, le groupe décide de retourner voir Jade (Heather Graham), la strip-teaseuse du premier opus, qui leur apprend que Chow s'est installé dans une suite au Caesars Palace.
Ils réussissent à y pénétrer et à récupérer les lingots, mais Chow, sous l'influence de cocaïne, saute en parachute du toit, suivi en voiture par Stu. Ce dernier le récupère, et ils amènent Chow et les lingots à Marshall. Chow leur apprend cependant qu'il a dépensé les 21 millions quand il était à Bangkok, c'est pour cela qu'il a volé ceux qu'avait encore Marshall. Il les supplie de le laisser partir, mais ces derniers refusent.
Une fois au point de rendez-vous, pris de pitié, Alan déverrouille l'accès entre le coffre et le siège arrière, ce qui permet à Chow de sortir et d'abattre Marshall et ses hommes. Chow laisse les quatre amis rentrer chez eux. Alan retourne voir Cassie et entame une liaison avec elle. Il l'épouse six mois plus tard, et convie ses amis au mariage.
Scène post-générique
Phil, Stu, Alan et Cassie se réveillent dans une chambre d'hôtel ravagée. Stu a des seins. Chow, nu, portant un sabre, apparait et se moque d'eux.

## Fiche technique
- Titre original : The Hangover Part III
- Titre français : Very Bad Trip 3
- Titre québécois : Lendemain de veille 3
- Réalisation : Todd Phillips
- Scénario : Todd Phillips et Craig Mazin, d'après les personnages créés par Jon Lucas et Scott Moore
- Musique : Christophe Beck
- Direction artistique : Austin Gorg
- Décors : Maher Ahmad et Raj Uppal
- Costumes : Louise Mingenbach
- Photographie : Lawrence Sher
- Son : Gregg Landaker, Kevin O'Connell, Cameron Frankley
- Montage : Debra Neil-Fisher et Jeff Groth
- Production : Todd Phillips et Daniel Goldberg
  - Production exécutive (Thaïlande) : Chris Lowenstein
  - Production déléguée : Thomas Tull, Chris Bender, Scott Budnick et J.C. Spink
  - Production associée : Joseph Garner
  - Coproduction : David Siegel et Jeffrey Wetzel
- Sociétés de production[1] : Green Hat Films et Legendary Entertainment
- Sociétés de distribution : Warner Bros. (États-Unis), Warner Bros. France (France)
- Budget : 103 millions de $[2]
- Pays d'origine :  États-Unis
- Langue originale : anglais, espagnol
- Format[3] : couleur (Technicolor) - 2,39:1 (Cinémascope) - 35 mm / D-Cinema - son Dolby Digital | Datasat | SDDS
- Genre : comédie
- Durée : 100 minutes
- Dates de sortie[4] :
  - États-Unis, Québec[5] : 23 mai 2013
  - France, Suisse romande, Belgique : 29 mai 2013
- Classification[6] :
  - États-Unis : interdit aux moins de 17 ans (R – Restricted) [Note 1]
  - France : tous publics[7]
  - Québec : 13 ans et plus (13+ / 13 years and over)[5]

## Distribution
- Bradley Cooper (VF : Alexis Victor ; VQ : Philippe Martin) : Phil Wenneck
- Ed Helms (VF : David Krüger ; VQ : Frédéric Paquet) : Stuart « Stu » Price, dentiste, ami de Phil
- Zach Galifianakis (VF : Daniel Lafourcade ; VQ : Louis-Philippe Dandenault) : Alan Garner
- Justin Bartha (VF : Sébastien Desjours ; VQ : Hugolin Chevrette) : Doug Billings, ami de Phil et de Stu, beau-frère d'Alan
- Ken Jeong (VF : Thierry Kazazian ; VQ : Nicolas Charbonneaux-Collombet) : Leslie Chow
- Heather Graham (VF : Marie-Eugénie Maréchal ; VQ : Lisette Dufour) : Jade
- Jamie Chung (VF : Geneviève Doang ; VQ : Ariane-Li Simard-Côté) : Lauren Price, épouse de Stu
- John Goodman (VF : Patrice Melennec ; VQ : Yves Corbeil) : Marshall
- Sasha Barrese (VF : Élisabeth Ventura ; VQ : Nadia Paradis) : Tracy Billings, épouse de Doug, sœur d'Alan
- Jeffrey Tambor (VF : Richard Leblond ; VQ : Marc Bellier) : Sid Garner, père de Tracy et d'Alan
- Melissa McCarthy (VF : Véronique Alycia ; VQ : Pascale Montreuil) : Cassandra « Cassie »
- Sondra Currie (VF : Rafaèle Moutier ; VQ : Chantal Baril) : Linda Garner, épouse de Sid, mère de Tracy et d'Alan
- Gillian Vigman : Stephanie Wenneck, épouse de Phil
- Mike Epps (VF : Diouc Koma ; VQ : Daniel Picard) : Doug, homme de mains de Marshall
Version française
  - Société de doublage : Dubbing Brothers
  - Direction artistique : Marie-Laure Beneston
  - Adaptation : Marion Bessay

Source et légende : Version française (VF) sur AlloDoublage et Version québécoise (VQ) sur Doublage Québec

## Production

### Genèse du projet
En mai 2011, peu de temps avant la sortie en salles de Very Bad Trip 2, Todd Phillips annonce qu'un troisième film est envisagé mais qu'aucun script n'a été écrit et qu'aucune date n'a été arrêtée.

« Si nous devions faire un troisième, si le public veut, si le désir est là, je pense que nous avons une idée très claire dans nos têtes. Ce ne sera certainement pas dans le même modèle que ce que vous avez vu dans les films précédents. Le troisième serait surtout un final et une fin. Le plus que je pourrais en dire, ce qui est dans ma tête et je n'ai pas discuté avec ces acteurs, est qu'il ne suit pas ce modèle, mais une nouvelle idée. Au niveau du lieu, je dis que je suis très ouvert. »

— Todd Phillips, en mai 2011
Peu de temps après, en juin 2011, Zach Galifianakis rapporte dans une interview au magazine Rolling Stone que le scénario devrait être centré sur son personnage, Alan, et qu'il sera interné dans un hôpital psychiatrique d'où il tentera de s’échapper...
En mars 2012, l'histoire autour de l’internement d'Alan est confirmée et la production précise que l'histoire verrait la bande revenir à Las Vegas, en plus d'aller à Los Angeles et à Tijuana.

### Attribution des rôles
En janvier 2012, Bradley Cooper, Zach Galifianakis et Ed Helms officialisent leur participation au film. Le mois suivant, c'est au tour de l'ex-boxeur Mike Tyson de confirmer un nouveau caméo dans le film. En juillet 2012, Ken Jeong confirme sa participation dans un rôle plus important. En août, le retour de Heather Graham dans le rôle de Jade est officialisé, après son absence dans le 2e film.

### Tournage
Le tournage débute le 10 septembre 2012.

## Musique
- Hurt par Nine Inch Nails.
- The Stranger par Billy Joel.
- N.I.B. par Black Sabbath.
- Dark Fantasy par Kanye West.
- In the Air Tonight par Phil Collins.
- Careless Whisper par George Michael.

### Bande originale
Bandes originales de Very Bad Trip
Very Bad Trip 2
(2011)
L'album est publié sur le label WaterTower Music le 21 mai 2013.
| Liste des titres | Liste des titres    | Liste des titres                                      | Liste des titres | Liste des titres | Liste des titres | Liste des titres | Liste des titres | Liste des titres | Liste des titres |
| No               | Titre               | Interprètes                                           | Durée            |                  |                  |                  |                  |                  |                  |
| ---------------- | ------------------- | ----------------------------------------------------- | ---------------- | ---------------- | ---------------- | ---------------- | ---------------- | ---------------- | ---------------- |
| 1.               | MMMBop              | Hanson                                                | 4:30             |                  |                  |                  |                  |                  |                  |
| 2.               | My Life             | Billy Joel                                            | 4:43             |                  |                  |                  |                  |                  |                  |
| 3.               | Ave Maria           | Fletcher Sheridan                                     | 1:05             |                  |                  |                  |                  |                  |                  |
| 4.               | Everybody's Talkin' | Harry Nilsson                                         | 2:50             |                  |                  |                  |                  |                  |                  |
| 5.               | Down in Mexico      | The Coasters                                          | 3:15             |                  |                  |                  |                  |                  |                  |
| 6.               | Hurt                | Ken Jeong                                             | 1:22             |                  |                  |                  |                  |                  |                  |
| 7.               | Mother ’93          | Danzig                                                | 3:24             |                  |                  |                  |                  |                  |                  |
| 8.               | Fuckin' Problems    | ASAP Rocky featuring 2 Chainz, Drake & Kendrick Lamar | 3:53             |                  |                  |                  |                  |                  |                  |
| 9.               | I Believe I Can Fly | Ken Jeong                                             | 0:12             |                  |                  |                  |                  |                  |                  |
| 10.              | Fever               | The Cramps                                            | 4:16             |                  |                  |                  |                  |                  |                  |
| 29:29            |                     |                                                       |                  |                  |                  |                  |                  |                  |                  |

## Accueil

### Accueil critique
Dès sa sortie en salles, Very Bad Trip 3 a rencontré un accueil critique négatif dans les pays anglophones : le site Rotten Tomatoes lui attribue 20 % d'avis favorables, basé sur 177 commentaires collectés, tandis que le site Metacritic, basé sur 36 commentaires collectés, lui attribue un score de 30⁄100.
Le magazine Empire, tout en soulignant que ce troisième opus se révèle « être en rupture totale de ton avec le reste de la série », note avec regret que ce choix, bien que courageux et louable, débouche sur un film pas drôle. Parmi les commentaires les plus sévères, le New York Times commente que pour « seulement un gag visuel, pendant le générique final, nous permet de retrouver momentanément l'esprit antique [de la franchise] » et que mis à part ça, « Very Bad Trip 3 est mort ».
Le film est par ailleurs nommé aux Razzie Awards dans la catégorie « Pire préquelle, remake, plagiat ou suite ».
En France, Very Bad Trip 3 rencontre un accueil critique mitigé. Il obtient une note moyenne de 2,3/5 sur le site Allociné, à partir de l'interprétation de 9 critiques de presse collectées.

### Box-office
| Pays ou région | Box-office        | Date d'arrêt du box-office | Nombre de semaines |
| -------------- | ----------------- | -------------------------- | ------------------ |
| États-Unis     | 112 200 072 $,    | 15 août 2013               | 12                 |
| France         | 1 925 020 entrées | 23 juillet 2013            | 8                  |
| Monde          | 362 000 072 $     | 31 décembre 2013           | -                  |

Tourné pour un budget de 103 millions de dollars, Very Bad Trip 3 a rencontré un succès commercial, mais relativement décevant, puisqu'il réalise le plus mauvais résultat de la franchise au box-office,, n'atteignant pas les scores des deux premiers volets, aussi bien sur le territoire américain (277,3 millions de dollars de recettes pour Very Bad Trip et 254,5 millions de dollars pour Very Bad Trip 2) que dans le monde (467,5 millions de dollars de recettes pour le premier et 586,8 millions de dollars pour le second).
En France, il ne parvient pas à atteindre les deux millions d'entrées, score habituel de la saga, mais cumule plus de 1,9 million de spectateurs.

## Distinctions
Entre 2013 et 2014, Very Bad Trip 3 a été sélectionné dans diverses catégories et a remporté 2 récompenses,.

### Récompenses
- California on Location Awards 2013 : producteur de l'année pour Gregory H. Alpert
- Golden Trailer Awards 2013 : meilleure bande-annonce d’une comédie pour Warner Bros. et mOcean

### Nominations
- Hollywood Film Awards 2013 : prix du film hollywoodien pour Todd Phillips
- People's Choice Awards 2014 : film comique préféré
- Jupiter Awards 2014 : meilleur acteur international pour Zach Galifianakis
- Russian National Movie Awards 2014 : meilleure comédie étrangère de l'année
- Taurus World Stunt Awards 2014 : meilleur travail de cascadeurs pour Haydn Dalton[Note 4].

## Analyse